# Kateřinský potok (zdrojnice Pfreimdu)
Kateřinský potok (německy  a na německém území Katharinabach) je vodní tok v okrese Tachov v Plzeňském kraji a v zemském okrese Neustadt an der Waldnaab vládního obvodu Horní Falc v Bavorsku v Německu. Vytváří spolu s Hraničním potokem (německy  a na německém území Rehlingbach) zdrojnici řeky Pfreimd (česky Přimda).
Délka toku měří 25,91 km, z toho na území Česka 20 km, na území Německa 5,91 km.
Plocha povodí měří 91,11 km², z toho na českém území činí 86,98 km², na německém 4,13 km².

## Průběh toku
Potok pramení v nadmořské výšce 679 metrů v Českém lese, v přírodním parku Český les na území přírodní památky Prameniště Kateřinského potoka, asi 1,5 km jihovýchodně od vesnice Lesná. Zde lze spatřit typicky okousané stromy i pokácené kmeny. Může za to populace bobrů evropských, která se zde rozšířila zejména koncem 20. století a do naší přírody patří. V únoru roku 2014 proběhlo mapování horního částí povodí Kateřinského potoka. Jen na horním toku Kateřinského potoka a jeho přítocích bylo napočítáno více než 200 bobřích hrází.
Na českém území teče potok neobydlenou krajinou převážně jižním směrem. Východně od Rozvadova podtéká dálnici D5 a u jeho místní části Svaté Kateřiny přitéká na území CHKO Český les. Asi tři km jihozápadně od vesnice Diana přechází státní hranici. Po překročení hranice teče jižním směrem na německé straně Českého lesa (v Německu Oberpfälzer Wald) již jako potok Katharinabach. Přibírá zleva Nivní potok (Natschbach) a po asi 1,5 km se spojuje s Hraničním potokem na německém území jako Rehlingbach a společně tvoří v nadmořské výšce 495 m zdrojnici řeky Pfreimd.